# プロ野球人形イレコミ君
プロ野球人形イレコミ君は、タカラ（現：タカラトミー）が発売していた、プロ野球チームのユニフォームがデザインされた人形型玩具である。

## 概要
1985年に「球団別マスコット人形」として発売開始。翌1986年に「プロ野球人形イレコミ君」に商品名が改められる。以来、日本テレビ系列の『ズームイン!!朝!』の野球コーナーである「プロ野球いれコミ情報」にチーム応援用の小道具として登場していた。表情を自由自在に変化させることのできる人形のため、応援チームが勝利した際には喜び顔で登場し、負けた場合には泣き顔等で登場していた（引き分けの時はきょとん顔）。
プロ野球の各テーマを扱う番組・球辞苑（NHK-BS1）のセットでも使われている。

### 特徴
ヘルメットを手動で下げることで、人形の表情が変化する仕掛けとなっている。表情は4種類あり、怒った顔、泣き顔、きょとんとした顔、喜び顔などがある。背中には付属の球団旗を取り付けることができる。

### 種類
1988年から1993年に存在した12球団全てが商品化されており、この間球団名やユニフォームが変更された球団に関しては、その都度新しいユニフォームのバージョンで発売されていた。1993年に生産終了。

## 復刻
埼玉西武ライオンズ40周年を記念したタカラトミーコラボ商品として2018年9月にライオンズストアおよびライオンズストアオンラインで当時のユニフォームを再現したバージョンを25年ぶりに復刻発売。さらに同球団の現行ユニフォーム版が来場者に限定配布されている。金型を新造するなど、新たに設計しなおしている。翌2019年には、オリジナル版の販売終了時に球団が創設されていなかった楽天を含め、巨人、ヤクルト、DeNA、ロッテの各球団版のイレコミ君が販売を開始している。